# Boliche nos Jogos Pan-Americanos de 2011 - Duplas masculinas
A competição das duplas masculinas foi um dos eventos do boliche nos Jogos Pan-Americanos de 2011, em Guadalajara. Foi disputada no Bolerama Tapatío nos dias 24 e 25 de outubro.

## Calendário
Horário local (UTC-6).
| Data          | Horário | Fase                  |
| ------------- | ------- | --------------------- |
| 24 de outubro | 10:00   | Qualificação 1        |
| 25 de outubro | 10:00   | Qualificação 2 Finais |

## Medalhistas
| Ouro   | USA Bill O'Neill e Chris Barnes    |
| Prata  | VEN José Lander e Amleto Monacelli |
| Bronze | COL Santiago Mejía e Jaime Gómez   |

## Resultados
| Pos.              | País                     | Jogadores           | Fase 1 (Jogos 1–6) | Fase 1 (Jogos 1–6) | Fase 1 (Jogos 1–6) | Fase 1 (Jogos 1–6) | Fase 1 (Jogos 1–6) | Fase 1 (Jogos 1–6) | Fase 1 (Jogos 1–6) | Fase 1 (Jogos 1–6) | Fase 1 (Jogos 1–6) | Fase 2 (Jogos 7–12) | Fase 2 (Jogos 7–12) | Fase 2 (Jogos 7–12) | Fase 2 (Jogos 7–12) | Fase 2 (Jogos 7–12) | Fase 2 (Jogos 7–12) | Fase 2 (Jogos 7–12) | Fase 2 (Jogos 7–12) | Total |
| Pos.              | País                     | Jogadores           | 1                  | 2                  | 3                  | 4                  | 5                  | 6                  | Total              | Média              | Pos.               | 7                   | 8                   | 9                   | 10                  | 11                  | 12                  | Total               | Média               | Total |
| ----------------- | ------------------------ | ------------------- | ------------------ | ------------------ | ------------------ | ------------------ | ------------------ | ------------------ | ------------------ | ------------------ | ------------------ | ------------------- | ------------------- | ------------------- | ------------------- | ------------------- | ------------------- | ------------------- | ------------------- | ----- |
| Medalha de ouro   | USA Estados Unidos       | Bill O'Neill        | 188                | 210                | 256                | 245                | 173                | 237                | 1309               | 218.2              | 1                  | 236                 | 212                 | 205                 | 149                 | 236                 | 166                 | 2513                | 209.4               | 5211  |
| Medalha de ouro   | USA Estados Unidos       | Chris Barnes        | 211                | 202                | 245                | 234                | 227                | 179                | 1298               | 216.3              | 1                  | 279                 | 202                 | 213                 | 248                 | 212                 | 246                 | 2698                | 224.8               | 5211  |
| Medalha de prata  | VEN Venezuela            | José Lander         | 180                | 214                | 210                | 190                | 215                | 165                | 1174               | 195.7              | 2                  | 200                 | 245                 | 184                 | 195                 | 209                 | 237                 | 2444                | 203.7               | 5018  |
| Medalha de prata  | VEN Venezuela            | Amleto Monacelli    | 225                | 189                | 238                | 224                | 231                | 189                | 1296               | 216.0              | 2                  | 150                 | 245                 | 188                 | 279                 | 190                 | 226                 | 2574                | 214.5               | 5018  |
| Medalha de bronze | COL Colômbia             | Santiago Mejía      | 206                | 180                | 174                | 183                | 186                | 189                | 1118               | 186.3              | 5                  | 204                 | 213                 | 178                 | 182                 | 238                 | 201                 | 2334                | 194.5               | 4856  |
| Medalha de bronze | COL Colômbia             | Jaime Gómez         | 201                | 224                | 212                | 237                | 227                | 181                | 1282               | 213.7              | 5                  | 203                 | 203                 | 182                 | 208                 | 196                 | 248                 | 2522                | 210.2               | 4856  |
| 4                 | BRA Brasil               | Márcio Vieira       | 183                | 175                | 210                | 185                | 188                | 196                | 1137               | 189.5              | 3                  | 134                 | 184                 | 166                 | 174                 | 162                 | 233                 | 2190                | 182.5               | 4835  |
| 4                 | BRA Brasil               | Marcelo Suartz      | 220                | 184                | 245                | 233                | 213                | 224                | 1319               | 219.8              | 3                  | 225                 | 212                 | 195                 | 184                 | 268                 | 242                 | 2645                | 220.4               | 4835  |
| 5                 | CAN Canadá               | Arthur Oliver       | 244                | 171                | 212                | 199                | 206                | 263                | 1295               | 215.8              | 4                  | 171                 | 234                 | 169                 | 194                 | 189                 | 182                 | 2434                | 202.8               | 4797  |
| 5                 | CAN Canadá               | Mark Buffa          | 243                | 138                | 155                | 172                | 206                | 232                | 1146               | 191.0              | 4                  | 210                 | 234                 | 223                 | 193                 | 166                 | 191                 | 2363                | 196.9               | 4797  |
| 6                 | MEX México               | Ernesto Franco      | 152                | 202                | 181                | 208                | 212                | 202                | 1157               | 192.8              | 8                  | 197                 | 158                 | 204                 | 178                 | 247                 | 172                 | 2313                | 192.8               | 4778  |
| 6                 | MEX México               | Alejandro Cruz      | 217                | 167                | 198                | 185                | 190                | 220                | 1177               | 196.2              | 8                  | 228                 | 216                 | 160                 | 186                 | 234                 | 264                 | 2465                | 205.4               | 4778  |
| 6                 | PUR Porto Rico           | Andraunick Simounet | 183                | 209                | 204                | 175                | 135                | 187                | 1093               | 182.2              | 15                 | 199                 | 201                 | 225                 | 223                 | 214                 | 157                 | 2312                | 192.7               | 4778  |
| 6                 | PUR Porto Rico           | Francisco Colón     | 174                | 169                | 203                | 209                | 152                | 191                | 1098               | 183.0              | 15                 | 227                 | 228                 | 267                 | 204                 | 234                 | 208                 | 2466                | 205.5               | 4778  |
| 8                 | DOM República Dominicana | Rolando Sebelén     | 200                | 209                | 191                | 194                | 177                | 213                | 1184               | 197.3              | 7                  | 266                 | 170                 | 204                 | 181                 | 228                 | 235                 | 2468                | 205.7               | 4739  |
| 8                 | DOM República Dominicana | Manuel Fernández    | 233                | 183                | 159                | 192                | 178                | 214                | 1159               | 193.2              | 7                  | 207                 | 182                 | 159                 | 184                 | 164                 | 216                 | 2271                | 189.3               | 4739  |
| 9                 | ECU Equador              | Mario Lemos         | 175                | 166                | 215                | 189                | 162                | 177                | 1084               | 180.7              | 13                 | 143                 | 204                 | 224                 | 187                 | 169                 | 204                 | 2215                | 184.6               | 4674  |
| 9                 | ECU Equador              | Diogenes Saverio    | 210                | 182                | 173                | 182                | 179                | 193                | 1119               | 186.5              | 13                 | 268                 | 244                 | 225                 | 200                 | 215                 | 188                 | 2459                | 204.9               | 4674  |
| 10                | CRC Costa Rica           | Mario Valverde      | 202                | 203                | 180                | 178                | 188                | 166                | 1117               | 186.2              | 11                 | 189                 | 236                 | 185                 | 178                 | 209                 | 152                 | 2266                | 188.8               | 4664  |
| 10                | CRC Costa Rica           | Alejandro Reyna     | 192                | 159                | 201                | 180                | 223                | 146                | 1101               | 183.5              | 11                 | 165                 | 275                 | 278                 | 154                 | 227                 | 198                 | 2398                | 199.8               | 4664  |
| 11                | PAN Panamá               | Diego Espósito      | 206                | 200                | 138                | 192                | 212                | 218                | 1166               | 194.3              | 6                  | 159                 | 235                 | 131                 | 200                 | 188                 | 204                 | 2283                | 190.3               | 4544  |
| 11                | PAN Panamá               | Juan Narvaez        | 243                | 173                | 225                | 169                | 179                | 198                | 1187               | 197.8              | 6                  | 169                 | 156                 | 186                 | 182                 | 180                 | 201                 | 2261                | 188.4               | 4544  |
| 12                | BER Bermudas             | Levinc Samuels      | 190                | 219                | 192                | 187                | 192                | 197                | 1177               | 196.2              | 9                  | 185                 | 174                 | 193                 | 257                 | 157                 | 236                 | 2379                | 198.3               | 4538  |
| 12                | BER Bermudas             | Damien Matthews     | 194                | 188                | 195                | 198                | 168                | 142                | 1085               | 180.8              | 9                  | 182                 | 179                 | 170                 | 194                 | 160                 | 189                 | 2159                | 179.9               | 4538  |
| 13                | GUA Guatemala            | Mauricio Piñol      | 165                | 236                | 176                | 173                | 175                | 161                | 1086               | 180.7              | 14                 | 197                 | 234                 | 258                 | 189                 | 177                 | 163                 | 2204                | 183.7               | 4511  |
| 13                | GUA Guatemala            | Miguel Aguilar      | 166                | 216                | 203                | 196                | 168                | 158                | 1107               | 184.5              | 14                 | 193                 | 222                 | 212                 | 182                 | 200                 | 191                 | 2307                | 192.3               | 4511  |
| 14                | PER Peru                 | Víctor Tateishi     | 197                | 179                | 169                | 194                | 192                | 172                | 1103               | 183.8              | 10                 | 155                 | 203                 | 168                 | 181                 | 178                 | 226                 | 2214                | 184.5               | 4358  |
| 14                | PER Peru                 | Adolfo Vargas       | 202                | 181                | 207                | 206                | 162                | 194                | 1152               | 192.0              | 10                 | 156                 | 1179                | 179                 | 154                 | 176                 | 148                 | 2144                | 178.7               | 4358  |
| 15                | BOL Bolívia              | Ignacio Rojas       | 192                | 182                | 200                | 146                | 193                | 172                | 1085               | 180.7              | 12                 | 155                 | 171                 | 201                 | 190                 | 154                 | 214                 | 2170                | 180.8               | 4325  |
| 15                | BOL Bolívia              | Sebastián Nemtala   | 233                | 141                | 168                | 226                | 148                | 205                | 1121               | 186.8              | 12                 | 178                 | 169                 | 191                 | 167                 | 175                 | 154                 | 2155                | 179.6               | 4325  |
| 16                | ESA El Salvador          | Ángel Ortiz         | 160                | 174                | 167                | 164                | 187                | 180                | 1032               | 172.0              | 16                 | 168                 | 240                 | 184                 | 198                 | 147                 | 190                 | 2159                | 179.9               | 4279  |
| 16                | ESA El Salvador          | Francisco Sánchez   | 189                | 192                | 172                | 148                | 144                | 179                | 1024               | 170.7              | 16                 | 137                 | 191                 | 193                 | 197                 | 170                 | 208                 | 2120                | 176.7               | 4279  |